# Akoko North East
Akoko North East è una  delle diciotto aree a governo locale (local government areas) in cui è suddiviso lo stato di Ondo, in Nigeria. Estesa su una superficie di 372 chilometri quadrati, conta una popolazione di 175.409 abitanti.